# Game score
Nel gioco del baseball, il Game score è una statistica che sintetizza in un numero riassuntivo la prestazione di un lanciatore al termine di una partita. Ideata da Bill James, uno dei principali ispiratori delle statistiche avanzate che rientrano nel campo della sabermetrica, è sempre più utilizzata per valutare le prestazioni dei lanciatori.

## Calcolo del game score
La base di conteggio per il calcolo del game score è 50.
A questo si aggiungono:
- Un punto per ogni eliminazione, quindi 3 punti per inning completato;
- 2 punti per ogni inning completato dopo il quarto;
- Un punto per ogni strikeout.

Al punteggio ottenuto si sottraggono:
- 2 punti per ogni valida concessa;
- 4 punti per ogni punto concesso di responsabilità diretta del lanciatore;
- 2 punti per ogni punto concesso non di responsabilità del lanciatore;
- 1 punto per ogni base ball concessa.

Considerando un super perfect game in cui il lanciatore elimina per strikeout tutti e 27 i battitori avversari, si ottiene il game score più alto possibile, 114. Una simulazione assai poco realistica considera il caso in cui tre giocatori per inning raggiungono la prima base dopo aver subito strikeout, su un wild pitch o una palla passata, di fatto costringendo il lanciatore a ulteriori 27 eliminazioni.
In questo caso quasi impossibile il lanciatore potrebbe ottenere ulteriori 27 punti, chiudendo con un game score di 141.

## Record del game score
Simulazioni irrealistiche a parte, un game score di 70 è già considerato ottimo, con poche partite che nel corso dell'anno arrivano a 80 o più punti.
Il record assoluto sui 9 inning regolamentari appartiene a Kerry Wood, con il suo shutout da 20 strikeout, una sola valida e nessuna base ball concessa nella partita disputata dai suoi Chicago Cubs contro gli Houston Astros il 6 maggio 1998. Il game score di quella partita è 105 (50 più 27 per la partita completa, più 10 per i 5 inning completi dopo il quarto, più 20 per gli strikeout, meno 2 per la valida concessa).
Se si considerano anche le partite andate agli extra inning, i due game score più alti di sempre furono realizzati nl famoso duello durato 26 inning nel 1920 tra Joe Oeschger, che realizzò 153 punti, e Leon Cadore, che chiuse a 140.
Limitandosi invece alle sole partite regolamentari, solo 12 volte nella storia delle Leghe maggiori sono state realizzate partite da 100 punti o più: 3 sono perfect games (Sandy Koufax, Randy Johnson e Matt Cain), altri 3 sono no-hitter, due volte realizzati da Nolan Ryan e una volta da Clayton Kershaw. Max Scherzer è stato l'ultimo in ordine di tempo a realizzare un 100, il 14 giugno 2015. Nella partita successiva, Scherzer ha lanciato un no-hitter da 97 punti di game score.